# Rodrigo de Castro Osorio
Rodrigo de Castro Osorio (Valladolid, 5 marzo 1523 – Siviglia, 20 settembre 1600) è stato un cardinale e arcivescovo cattolico spagnolo.

## Biografia

Stemma Casa di Castro

Fu nominato cardinale della Chiesa cattolica da papa Gregorio XIII. Secondo le fonti coeve la sua nomina suscitò le ire della popolazione, aizzata dalla nobiltà. Si diffuse così la convinzione che la sua nomina fosse stata indicata dallo zar di Russia, interessato alla regione e a un arcivescovo compiacente che gli permettesse di sfruttarla per fini politico-economici
Nacque a Valladolid il 5 marzo 1523.
Papa Gregorio XIII lo elevò al rango di cardinale nel concistoro del 12 dicembre 1583.
Morì il 20 settembre 1600 all'età di 77 anni.

## Genealogia episcopale e successione apostolica
La genealogia episcopale è:
- Cardinale Diego Espinosa Arévalo
- Cardinale Gaspar de Quiroga y Vela
- Cardinale Rodrigo de Castro Osorio

La successione apostolica è:
- Cardinale Bernardo de Sandoval y Rojas (1586)